# 戸田川鷲之助 (文化)
戸田川 鷲之助（とだがわ わしのすけ、1791年（寛政3年）／1792年（寛政4年） - 1819年（文政2年）5月3日（旧暦4月10日））／1824年（文政7年）7月21日（旧暦6月25日）は、上総国埴生郡（現在の千葉県茂原市綱島）出身の元大相撲力士。本名は井桁 秀五郎（いけた しゅうごろう）。

## 来歴
出生地は上総国埴生郡。1808年（文化5年）10月場所において戸田川 鷲之助の名で松江藩の抱え力士として初土俵を踏むと、いきなり西小結に付け出される。数え年17歳（満16歳）での三役となり、記録に残る三役昇進年齢としては史上最年少記録である。しかしこれには、義父だった相撲会所頭取・錣山喜平治の強い意向があったと伝わる。その特別待遇ぶりに仲間から妬まれたせいか成績は振るわず、僅か4場所で前頭へ転落し、1814年（文化11年）4月場所には戸田川 吉五郎に改名した。1815年（文化12年）9月場所と1816年（文化13年）5月場所は江戸を離れて大坂相撲に加入していた。戸田川鷲之助を名乗った力士としての番付・勝負付などによる確実な記録はこれが最後である。一部資料には1816年（文化13年）3月場所で「四海浪 吉五郎」に改名したとの記述もあるが、当場所の番付の「四海浪 吉五郎」には「戸田川改」とは記されていない。
その後、江戸相撲の1817年（文化14年）10月場所の番付に戸田川 秀五郎の四股名が見え、その人物は1818年（文化15年）2月場所8日目より錣山 秀五郎と改名し、1819年（文政2年）3月場所の番付まで記載された。戸田川鷲之助→戸田川吉五郎とこの戸田川秀五郎→錣山秀五郎を同一人物とする説もあり、これによれば戸田川吉五郎が大坂相撲から江戸相撲に復帰したときに戸田川秀五郎に改名したことになるが、小島貞二『千葉県と相撲』の記述など、その両者を別人とする説もあり、定かではない。また没年月日についても、1819年（文政2年）5月3日（旧暦4月10日））とする説もあるが、飯田昭一『史料集成江戸時代相撲名鑑』によれば、戸田川秀五郎→錣山秀五郎の没年月日を1824年7月21日（旧暦6月25日）としており、これによれば引退後に錣山 喜平治（しころやま きへいじ）の名で世話役となったという。

## 主な成績・改名歴
- 江戸相撲のみ記す。
- 当時は十両の地位が存在せず、幕内のすぐ下が幕下であった。番付表の上から二段目であるため、現代ではこの当時の幕下は、十両創設後現代までの十両・幕下と区別して二段目とも呼ぶ。

### 戸田川鷲之助→戸田川吉五郎
- 通算成績：28勝56敗37休2分2預1無 勝率.333
- 幕内成績：26勝48敗37休2分2預1無 勝率.351
- 小結成績：6勝12敗21休1無 勝率.333
- 現役在位：14場所
- 幕内在位：13場所
- 小結在位：4場所

#### 場所別成績
| 1808年 | x                     | 西小結 0–0–10           |
| 1809年 | 西小結 0–0–10         | 西小結 2–8              |
| 1810年 | 西小結 4–4–1 1無      | 西前頭7枚目 3–6 1分     |
| 1811年 | 西前頭7枚目 1–6–2 1預 | 西前頭8枚目 3–6 1分     |
| 1812年 | 西前頭8枚目 1–4       | 西前頭6枚目 4–6         |
| 1813年 | 西前頭5枚目 4–5–1     | 西幕下2枚目 2–8         |
| 1814年 | 西前頭9枚目 4–3–3     | 西前頭9枚目 0–0–10 脱退 |
| 各欄の数字は、「勝ち-負け-休場」を示す。 優勝 引退 休場 十両 幕下 三賞：敢=敢闘賞、殊=殊勲賞、技=技能賞 その他：★=金星 番付階級：幕内 - 十両 - 幕下 - 三段目 - 序二段 - 序ノ口 幕内序列：横綱 - 大関 - 関脇 - 小結 - 前頭（「#数字」は各位内の序列） |                       |                         |

- 1815年9月場所と1816年5月場所は大坂相撲に加入。

#### 改名歴
- 戸田川 鷲之助（とだがわ わしのすけ）：1808年10月場所 - 1813年2月場所
- 戸田川 吉五郎（とだがわ きちごろう）：1814年4月場所 - 1814年11月場所

### 戸田川秀五郎→錣山秀五郎
上記の戸田川吉五郎が大坂相撲から江戸相撲に復帰するときに戸田川秀五郎に改名したという説もあるが、上記の戸田川鷲之助→戸田川吉五郎とこの戸田川秀五郎→錣山秀五郎は別人である可能性もあり定かではないため、成績・改名歴は分離して記述する。
- 通算成績：11勝11敗16休1分1預 勝率.500
- 幕内成績：11勝11敗16休1分1預 勝率.500
- 現役在位：3場所
- 幕内在位：3場所

#### 場所別成績
| 1817年 | x                       | 西前頭7枚目 4–5 1預 |
| 1818年 | 西前頭5枚目 2–2–5 1分   | 西前頭5枚目 5–4–1   |
| 1819年 | 東前頭3枚目 引退 0–0–10 | x                   |
| 各欄の数字は、「勝ち-負け-休場」を示す。 優勝 引退 休場 十両 幕下 三賞：敢=敢闘賞、殊=殊勲賞、技=技能賞 その他：★=金星 番付階級：幕内 - 十両 - 幕下 - 三段目 - 序二段 - 序ノ口 幕内序列：横綱 - 大関 - 関脇 - 小結 - 前頭（「#数字」は各位内の序列） |                         |                     |

#### 改名歴
- 戸田川 秀五郎（とだがわ ひでごろう）：1817年10月場所 - 1818年2月場所7日目
- 錣山 秀五郎（しころやま ひでごろう）：1818年2月場所8日目 - 1819年4月場所